# Stoà degli Ateniesi
La Stoà degli Ateniesi è un antico portico nel Santuario di Apollo a Delfi, in Grecia, situato a sud del Tempio di Apollo. Il lato meridionale del muro poligonale della piattaforma costituisce la parete nord della stoà. È stato costruito tra il 478 a.C. e il 470 a.C. durante il primo periodo classico. La stoa ha una navata con il colonnato ionico che si apre verso sud-est. Venne dedicato dagli Ateniesi a seguito delle guerre persiane.

## Descrizione
La Stoa degli Ateniesi è stata costruita contro il muro poligonale che sostiene la terrazza del tempio di Apollo. Il monumento è stato identificato attraverso l'iscrizione dello stilobate:
Le "corde" menzionate nell'iscrizione si riferiscono probabilmente a quelle strappate alle navi persiane. Su uno stilobate a tre gradini che misura 26,5 metri di lunghezza e 3,10 metri di larghezza si ergono sette colonne scanalate monolitiche di ordine ionico. Sono fatte di marmo pentelico e le loro basi sono in marmo di Paros. Sono alte 3,31 metri. La distanza tra loro è abbastanza grande, creando così delle aperture che permettono all'illuminazione di entrare nell'edificio, che probabilmente era coperto da un tetto in legno. Lo stilobate e il colonnato sono stati restaurati e sono oggi esistenti in situ. Sul muro poligonale sul retro della stoa, in particolare nella parte occidentale, sono state incise circa seicento iscrizioni di manomissione, sotto forma di vendita fittizia di schiavi al dio. Molto probabilmente, il portico fu costruito dopo le vittorie navali contro i Persiani a Micale e Sesto nel 478 a.C. Era usato per immagazzinare il bottino di guerra, principalmente da vittorie navali contro i persiani. Sono stati inclusi i bottini di guerra delle battaglie navali a Micale, Sesto, Salamina e nell'Ellesponto.

## Circostanze

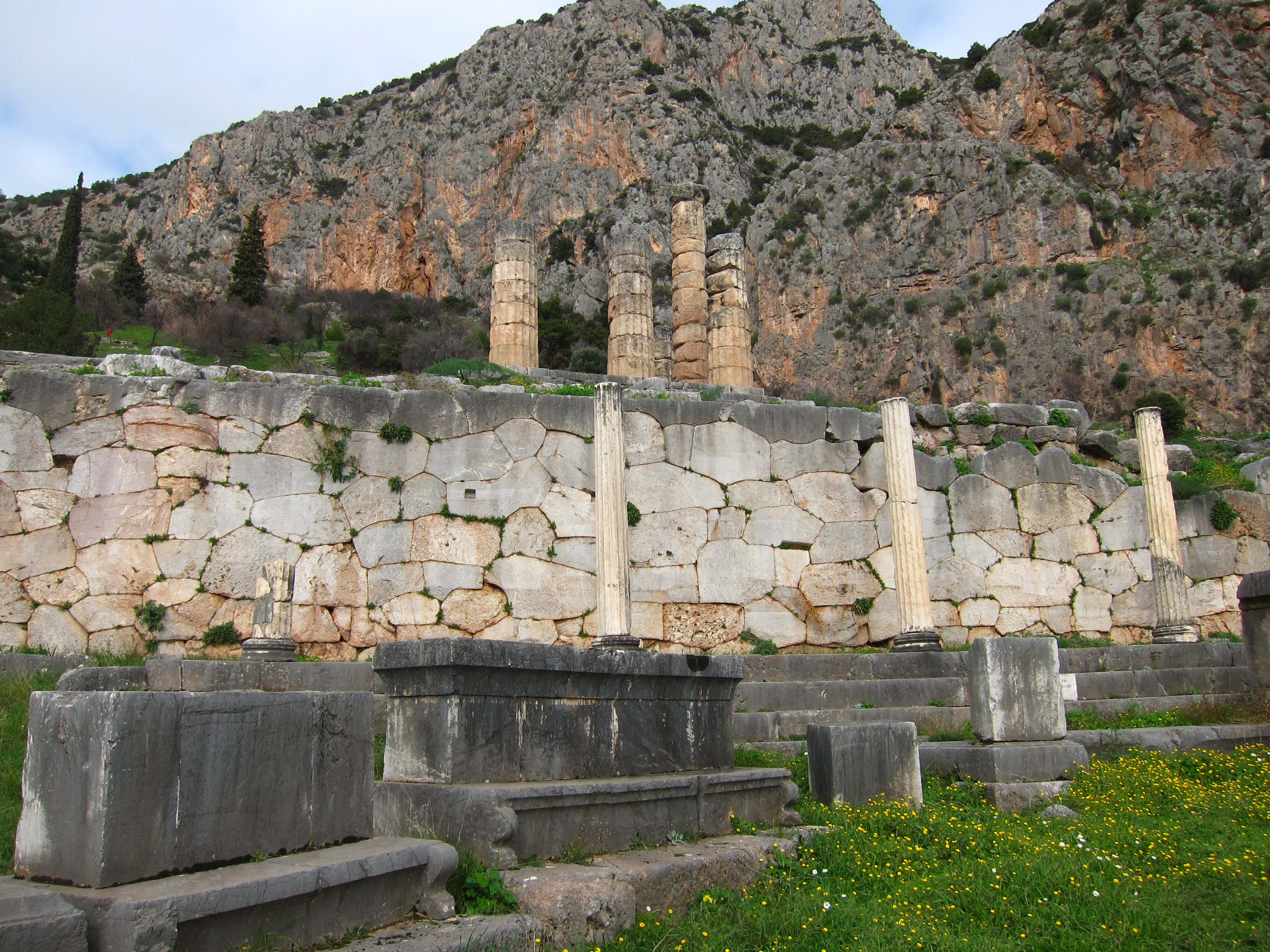
Un'altra vista del muro posteriore e delle colonne rimanenti dalla Stoa di Delfi

I resti della Stoa degli Ateniesi furono scoperti da Bernard Haussoullier nel 1880. La stoa fu costruita a Delfi dopo la vittoria navale sui Persiani nell'Ellesponto nel 478 a.C. Era dedicato ad Apollo e agli Ateniesi che morirono nelle guerre greco-persiane. La posizione della Stoa era appena a sud-est del Tempio di Apollo. 
Verso la fine delle guerre greco-persiane, Serse ordinò la costruzione di due ponti di barche attraverso l'Ellesponto. Gli ateniesi e gli isolani smantellarono i ponti che collegavano Micale all'Ellesponto, e tornarono a casa portando i cavi dai ponti. Questi cavi dovevano essere dedicati nei loro templi. La Stoa fu inizialmente costruita per esibire il bottino di guerra. Tuttavia, negli anni successivi, altri oggetti furono esposti sulla Stoa mentre gli Ateniesi guadagnavano più vittorie navali. I memoriali di guerra in mostra erano dedicati agli dei greci, ma i memoriali fungevano anche da monumenti della vittoria di Atene. Dell'intera Stoa, rimangono oggi solo le fondazioni poligonali posteriori, lo stilobate e a nord-est le fondazioni con poche colonne.

## Aspetto
Una stoà tipica è un portico greco composto da una parete di fondo e un muro colonnato sul fronte. La Stoà degli Ateniesi usava un muro preesistente come parete di fondo. Il muro preesistente serviva da base per la terrazza che sosteneva il Tempio di Apollo. La Stoà degli Ateniesi fu costruita con un tetto in legno a spioventi con estremità a traliccio, una trabeazione in legno, un intercolonnio di 3,58 metri, la rastremazione del diametro di colonna inferiore di 3,9 cm. A differenza della maggior parte delle stoà, quella degli Ateniesi fu costruita in marmo con ordine ionico, con un totale di sette colonne di marmo scanalate. Sebbene le travi non siano mai state recuperate, le prove suggeriscono che si estendevano sul tetto a intervalli di 3,5 metri.